# Nikołaj Chochłow
Nikołaj Jewgieniewicz Chochłow (ros. Николай Евгеньевич Хохлов, ur. 7 czerwca 1922 w Niżnym Nowogrodzie, zm. 17 września 2007 w San Bernardino) – kapitan Ministerstwa Bezpieczeństwa Państwowego ZSRR, funkcjonariusz radzieckich służb specjalnych.

## Młodość
W młodości interesował się aktorstwem i grywał epizodyczne role w filmach. Jako nastolatek uczęszczał do moskiewskiej szkoły artystów estrady. Po ataku Niemiec na ZSRR w 1941 nie został powołany do wojska z uwagi na wadę wzroku, jednakże został zwerbowany przez Ministerstwo Bezpieczeństwa Państwowego ZSRR. Po szkoleniu na agenta, jesienią 1943 został przerzucony na tereny okupowane przez Niemców, do Mińska, gdzie wziął udział w zamachu na niemieckiego gauleitera. Po wojnie był przez ponad trzy lata rezydentem wywiadu w Rumunii, a następnie rezydentem w Austrii.

## Kariera
Szkolony był na początku lat pięćdziesiątych do mordowania ludzi niewygodnych dla władzy radzieckiej. Jego pierwszym celem miał być Gieorgij Siergiejewicz Okołowicz, jeden z liderów organizacji NTS na terenie Niemiec Zachodnich. Postępy w przygotowaniach Chochłowa nadzorował sam ówczesny naczelnik I Zarządu Głównego Ministerstwa Bezpieczeństwa Państwowego (następnie II Zarządu Głównego Ministerstwa Spraw Wewnętrznych), Aleksandr Paniuszkin, późniejszy szef I Zarządu Głównego KGB. Wśród instruktorów Chochłowa był m.in. mistrz Związku Radzieckiego w dżudo, Michaił Rubak, i pięciokrotny zwycięzca wszechzwiązkowych turniejów w strzelaniu z pistoletu, podpułkownik Godlewski. Po przybyciu do Frankfurtu w lutym 1954 roku, gdzie przebywał Okołowicz, Chochłow zjawił się pod jego drzwiami i zamiast oddać strzał ze specjalnego pistoletu w kształcie paczki papierosów, oznajmił mu, że jest z MGB i ma rozkaz go zabić, lecz nie chce go wykonać. Wkrótce oddał się w ręce amerykańskiego wywiadu (CIA) i po jakimś czasie wystąpił na konferencji prasowej, wyznając wszystko co wiedział o planach zamachu na Okołowicza i innych ludzi. Spośród innych sowieckich szpiegów, którzy uciekli na Zachód, był jednym z pierwszych, którzy upublicznili najpilniej skrywane tajemnice programu zabójstw jakimi kieruje Kreml.
Nie wybaczono mu zdrady. 15 września 1957 roku podczas konferencji we Frankfurcie podano mu napromieniowany tal w ramach nieudanej próby zabójstwa dokonanej przez Wydział 13 KGB i tylko wysiłkom amerykańskich lekarzy wojskowych zawdzięczał ocalenie.
Po osiedleniu się w niewiadomym miejscu Chochłow napisał książkę: In the Name of Conscience (1959), w której ujawnił wiele zbrodni NKWD i MGB.
W latach 60. poświęcił się studiom psychologii i w końcu został profesorem psychologii na uniwersytecie w Kalifornii. Przez dwadzieścia lat wykładał tam w college’u psychologię. W 1992 roku został ułaskawiony przez prezydenta Rosji Borysa Jelcyna i powrócił na krótko do Moskwy, pierwszy raz od lat 50. Rok później przeszedł na emeryturę.